# Pitheavlis Castle

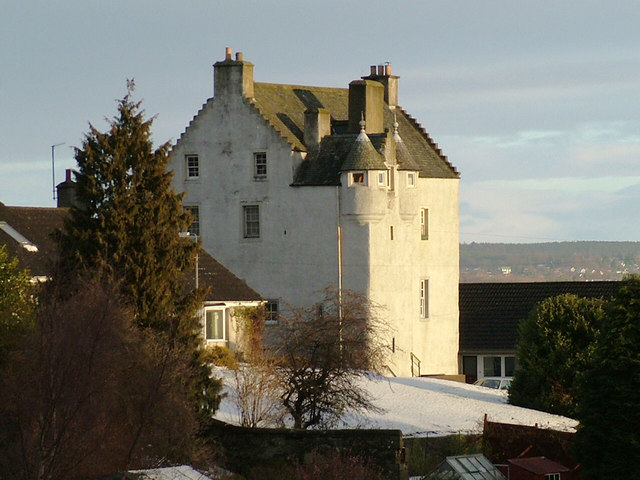
Pitheavlis Castle

Pitheavlis Castle ist ein Tower House in der schottischen Stadt Perth in der Council Area Perth and Kinross. 1965 wurde das Bauwerk in die schottischen Denkmallisten in der höchsten Denkmalkategorie A aufgenommen.

## Geschichte
Das Tower House ist nur in wenigen erhaltenen Belegen erwähnt. Es stammt aus dem späteren 16. Jahrhundert. Verbrieft ist ein Verkauf der Länderei im Jahre 1586. Gegen Ende des 19. Jahrhunderts wird der Zustand von Pitheavlis Castle als heruntergekommen beschrieben. Teile des Gebäudes wurden zu dieser Zeit als Bauernhaus genutzt. Im Laufe des 20. Jahrhunderts wurde es restauriert und dient als Wohnhaus.

## Beschreibung
Pitheavlis Castle steht inmitten eines Wohngebiets an der Needless Road im Südwesten von Perth. Das dreistöckige Tower House weist einen L-förmigen Grundriss auf. Seine Fassaden sind mit Harl verputzt. Am Fuß des Südwestflügels ist ein reliefiert eingefasstes Portal eingelassen. Der Flügel verfügt über Schießscharten und schließt mit zwei Ecktourellen. An der Rückseite tritt ein gerundeter Treppenturm aus der Fassade heraus. Daneben geht ein flacherer zweistöckiger Flügel ab. Beide Giebel des Tower House sind als Staffelgiebel ausgeführt.